# Вторжение (фильм, 2007)
«Вторже́ние» (англ. The Invasion) — американский фантастический триллер режиссёра Оливера Хиршбигеля с Николь Кидман и Дэниелом Крейгом в главных ролях. Четвёртая адаптация романа Джека Финнея «Похитители тел». Первоначально фильм планировался как ремейк известного фильма ужасов «Вторжение похитителей тел» 1956 года — первой экранизации романа. Однако затем создатели приняли решение изменить сюжет.
Выйдя в США 17 августа 2007 года (прокат в России начался с 8 ноября того же года), фильм стал не только коммерчески неуспешным проектом, но и заслужил отрицательные оценки критиков. При бюджете в 80 миллионов долларов США фильм собрал в мировом прокате лишь 55 миллионов долларов США.

## Сюжет
Основное действие фильма разворачивается в столице США — городе Вашингтон, округ Колумбия. В начале показан эпизод, в котором главная героиня — Кэрол Беннел в исполнении Николь Кидман — находится в аптеке и лихорадочно ищет среди лекарств какие-то конкретные препараты.
Космический шаттл «Пэтриот» взрывается в плотных слоях атмосферы при попытке совершить незапланированную посадку на Землю. Такер Кауфман — высокопоставленный чиновник и бывший муж главной героини — прибывает в штаб, организованный военными на месте падения обломков шаттла, где ему обрисовывают ситуацию на текущий момент: обломки инфицированы, зона заражения протянулась на 300 километров от Далласа до Вашингтона, по пути падения этих обломков, организм, вызвавший инфекцию, крайне живуч, обладает гаплоидными характеристиками, что присуще эндоспорам, и пока ясно только одно — что он внеземного происхождения. При выходе из штаба к Кауфману подбегает девочка и протягивает ему кусок обшивки со словами — «Сэр, это упало нам на крышу», тот машинально берёт его в руку и тут же выбрасывает, поранив палец. По приезде домой его встречает лабрадор-ретривер Каспер и тут же с рычанием убегает. Кауфман ложится спать и во время сна покрывается какой-то плёнкой.
Кэрол просыпается от криков и бежит в спальню к сыну Оливеру, где успокаивает его от ночного кошмара. Утром ей звонит Такер с просьбой о встрече с сыном, она едет в свой офис, где её уже поджидает постоянная клиентка Венди, жалующаяся на мужа, что он не тот, кем был раньше и ни за что убил их домашнего питомца. Вечером Кэрол с подругой Джилл сопровождают своих детей, просящих конфеты в Хэллоуин и за одной из дверей на детей бросается агрессивная собака. На шее сына её подруги Энди была кровь, но оказалось, что это кровь собаки, морду которой он так сжал, что пошла кровь. Уже дома дети разбирают конфеты и Оливер начинает кричать, пытаясь снять с руки какую-то плёнку, Кэрол не может понять, что это такое и на следующий день отвозит её в лабораторию к своему знакомому учёному Бену Дрисколу, в исполнении Дэниеля Крейга.
В это время на заседании, где решается вопрос о сдерживании распространения нового вируса «гриппа», присутствуют чиновники администрации президента и различные эксперты, в том числе Кауфман, официанты разносят им кофе, в который они изрыгают из себя какую-то жидкость.
Кэрол отвозит сына к его отцу и по дороге чуть не попадает в ДТП с участием женщины, которая едва не попала им под колёса. Она оставляет Оливера у Такера и идёт с Беном на вечернее мероприятие в чешском посольстве, а в это время её бывший муж с загадочным видом угощает их сына горячим шоколадом. На вечере Кэрол знакомится с эпатажным русским дипломатом Юрием. После ужина Кэрол и Бен едут домой, и у её дома Бен целует Кэрол, но она просит оставить всё, как есть, и остаться друзьями. Уже дома она подвергается атаке человеком из отдела по переписи населения, который пытался вломиться к ней в дом, но она дала отпор и тот ушёл.
Утром Кэрол отправляется на работу, люди на улице ведут себя странно, клиенты отменили сеансы, а секретарша приносит чашку чая и настойчиво просит Кэрол его попробовать, но в последний момент звонит телефон и она мчится в лабораторию, где получены результаты исследования плёнки — образец похож на постинфекционную испарину, на ночной пот, только вместо того, чтобы испариться, он затвердел, частично он состоит из отработанных лейкоцитов, которые встречаются при любой инфекции, а частично из гормонов, вырабатываемых в период быстрого сна, что означает, что гормоны сна послужили катализатором в какой-то метаболической реакции, а потом были удалены. Нагрев этих вирусных клеток до 370 градусов Цельсия их не уничтожил. Коллеги из лаборатории форта Дитрих выдвинули гипотезу, что это разумная совершенная единица размером всего в несколько клеток, которая интегрирует в людские тела свою ДНК и перепрограммирует геном человека в одну ночь.
В это время звонит Людмила из чешского посольства и говорит, что с Юрием происходит что-то страшное. Они едут к ней и видят Юрия спящим и покрытым слизью, решают взять образцы и снять всё на камеру. Кэрол фотографирует Юрия со вспышкой камерой сотового телефона и этим будит его, он набрасывается на неё, затем отпускает и умирает в конвульсиях, так как процесс его переформатирования не был завершён. Кэрол срочно едет за сыном, но дома у бывшего мужа его не оказалось, а сам Такер опрокидывает её на спину и заражает слизью. Она выбегает из дома, соседи гонятся за ней, ей удаётся попасть в метро. В вагоне находятся две неинфицированные семейные пары, и афроамериканец, поняв что она тоже не превращённая, говорит ей, что их можно обмануть, если не показывать своих эмоций. В этот момент в вагон заходит группа людей из соседнего вагона, и они бегут в конец состава, пытаясь спастись, но вырывается только Кэрол. В подсобных помещениях метро она натыкается на зомбированного служащего и убивает его из его же пистолета.
Кэрол в поисках сына добирается до своей подруги Джилл — она инфицирована, но Кэрол её обманывает своим невозмутимым поведением. Не найдя сына у неё дома, она возвращается в чешский особняк к друзьям. Посоветовавшись, они решают ехать в форт Дитрих, в 200 км от Вашингтона, где их обещали впустить. Но Кэрол не хочет ехать без сына. На улице они встречают клиентку Кэрол — Венди, которую схватили полицейские и она им кричит, что уже спала, но при этом не выглядит инфицированной. Заинтересовавшись этим, они отправляются в офис Кэрол и из истории Венди узнают, что она переболела энцефалитом, который был осложнением после ветрянки, причём не простым, а острым рассеянным энцефалитом — ОРЭМ, поражающим белое вещество мозга, а не серое. И героиня Кидман вспоминает, что в прошлом году её сын тоже переболел ветрянкой: он был привит, но это была новая разновидность ветрянки и в больнице ему поставили диагноз — ОРЭМ. Они сообщают о своём открытии в Форт-Детрик, где готовят и тестируют вакцину от заразы. Тут ей на сотовый приходит сообщение, в котором Оливер сообщает о том, что находится в Балтиморе у матери Такера. Бен помогает ей прорваться сквозь военный кордон и остаётся в Вашингтоне, а она на поезде отправляется в Балтимор.
В поезде она натыкается на друга Оливера Джина, который говорит ей, что его мать умерла, не сумев трансформироваться. Он предлагает ей поспать, она соглашается и делает вид, что превратилась, нацепив на себя плёнки, найденные ею в туалете. На вокзале их встречает её бывший муж Такер, и они едут к его матери. Кэрол заходит в комнату сына, они долго друг друга разглядывают, пытаясь понять не изменился ли кто-то из них, поняв что — нет, обнимаются и в этот момент в комнату заходит Джин и видит их эмоции, она толкает его, он падает и от удара о спинку кровати теряет сознание. Они сбегают из дома и прячутся в полуподвальном помещении, но Такер их находит и в потасовке она убивает его ударом молотка по затылку. Затем они прибегают в аптеку и повторяется эпизод, который был в начале фильма. Она находит адреналин и объясняет сыну, как им пользоваться, в подсобке обнаруживает спящих заразившихся, берёт пистолет у спящего полицейского и запирает их. Пока они ждут Бена, она засыпает и начинает превращаться, но Оливер делает ей укол адреналина в сердце, тем самым разбудив её и остановив превращение.
Приходит Бен, отпирает подсобку и выпускает зомбированных. При попытке схватить её, Кэрол всех убивает, а Бена ранит в ногу. Далее следует захватывающая сцена погони, в которой зомбированные пытаются схватить Кэрол и её сына. Они спасаются с помощью доктора Галиана, прилетевшего на вертолёте из Форт-Детрик.
По новостям показывают о вакцинации населения через воду и пищу, распыляя вакцину с вертолётов. Доктор Галиана даёт интервью, в котором рассказывает, что с вирусом покончено, выздоровевшие ничего не помнят и воспринимают произошедшее с ними как сон.
Фильм заканчивается сценой, в которой Кэрол провожает на кухне Оливера и Энди в школу, а за столом с газетой сидит Бен. В качестве постскриптума звучат слова Юрия, что люди способны на ужасные поступки в определённых условиях и что если представить себе мир без войн и бедствий — это значит представить себе мир без людей.

## В ролях
| Актёр             | Роль                                  |
| ----------------- | ------------------------------------- |
| Николь Кидман     | доктор Кэрол Беннел (главная героиня) |
| Дэниел Крейг      | доктор Бен Дрискол                    |
| Джереми Нортэм    | Такер Кауфман (бывший муж Кэрол)      |
| Роджер Рис        | русский посол Юрий Каганович          |
| Джеффри Райт      | доктор Стивен Галеано                 |
| Алексис Рабен     | Джилл (подруга Кэрол)                 |
| Джексон Бонд      | Оливер (сын Джилл)                    |
| Вероника Картрайт | Венди Ленк (пациентка Кэрол)          |
| Джозеф Соммер     | доктор Хенрик Белисек                 |
| Селия Уэстон      | Людмила Белисек                       |
| Джоанна Мерлин    | Джоан Кауфман                         |
| Джефф Уинкотт     | полицейский                           |

## Критика
На агрегаторе рецензий Rotten Tomatoes фильм имеет 20 % одобрения со средней оценкой 4,4 из 10 на основе 165 рецензий. Критический консенсус вебсайта гласит: «„Вторжение“ ловко снят, но ему не хватает психологического понимания и острых ощущений». На Metacritic фильм имеет 45 баллов из 100, что соответствует статусу «смешанные или средние отзывы».
Роджер Эберт из Chicago Sun-Times поставил 2 звезды из 4 и сказал: «Это великолепная история, рожденная для того, чтобы быть жуткой».